# Attagenus endroedyi
Attagenus endroedyi es una especie de coleóptero de la familia Dermestidae.

## Distribución geográfica
Habita en Burkina Faso, Congo y Togo.